# L'univers a besoin d'amour
L'univers a besoin d'amour è un singolo della cantante canadese Céline Dion, pubblicato nel 1986 in Canada.

## Contenuti e pubblicazioni
L'univers a besoin d'amour è un singolo non promozionale, ovvero un singolo che non è stato tratto da alcun album dell'artista. Il lato B del disco includeva una versione totalmente differente della prima canzone, chiamata "Version Feux", cioè un duetto con l'autore e produttore del brano Paul Baillargeon.

## Formati e tracce
LP Singolo 7" (Canada) (TBS: T B SC5565)
1. L'univers a besoin d'amour – 3:44 (Paul Baillargeon)
2. L'univers a besoin d'amour (feat. Paul Baillargeon) (Version Feux) – 3:16 (Baillargeon)